# Quan Âm

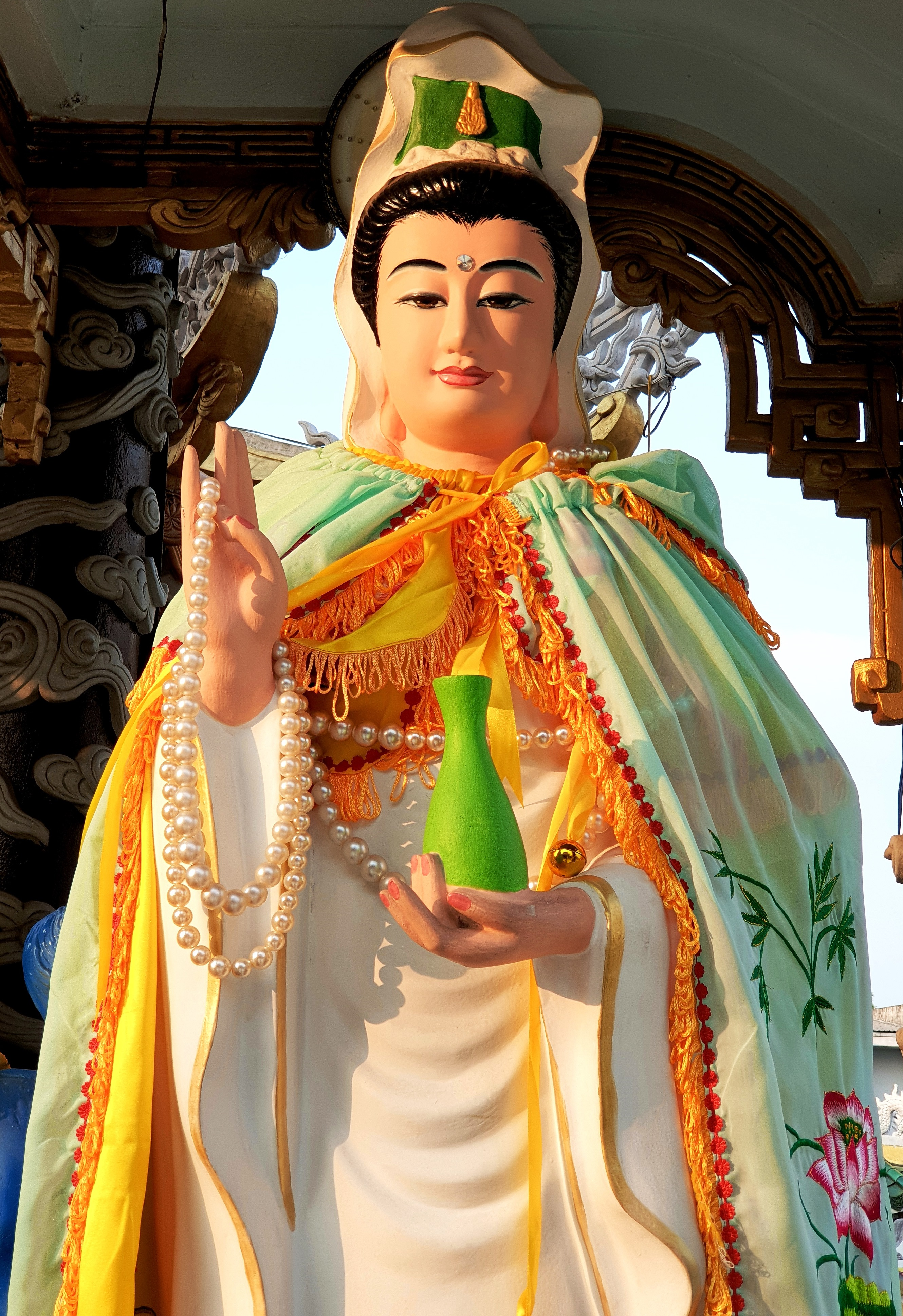
Tượng Phật bà Quan Âm ở chùa Vạn Phước, Bình Tân

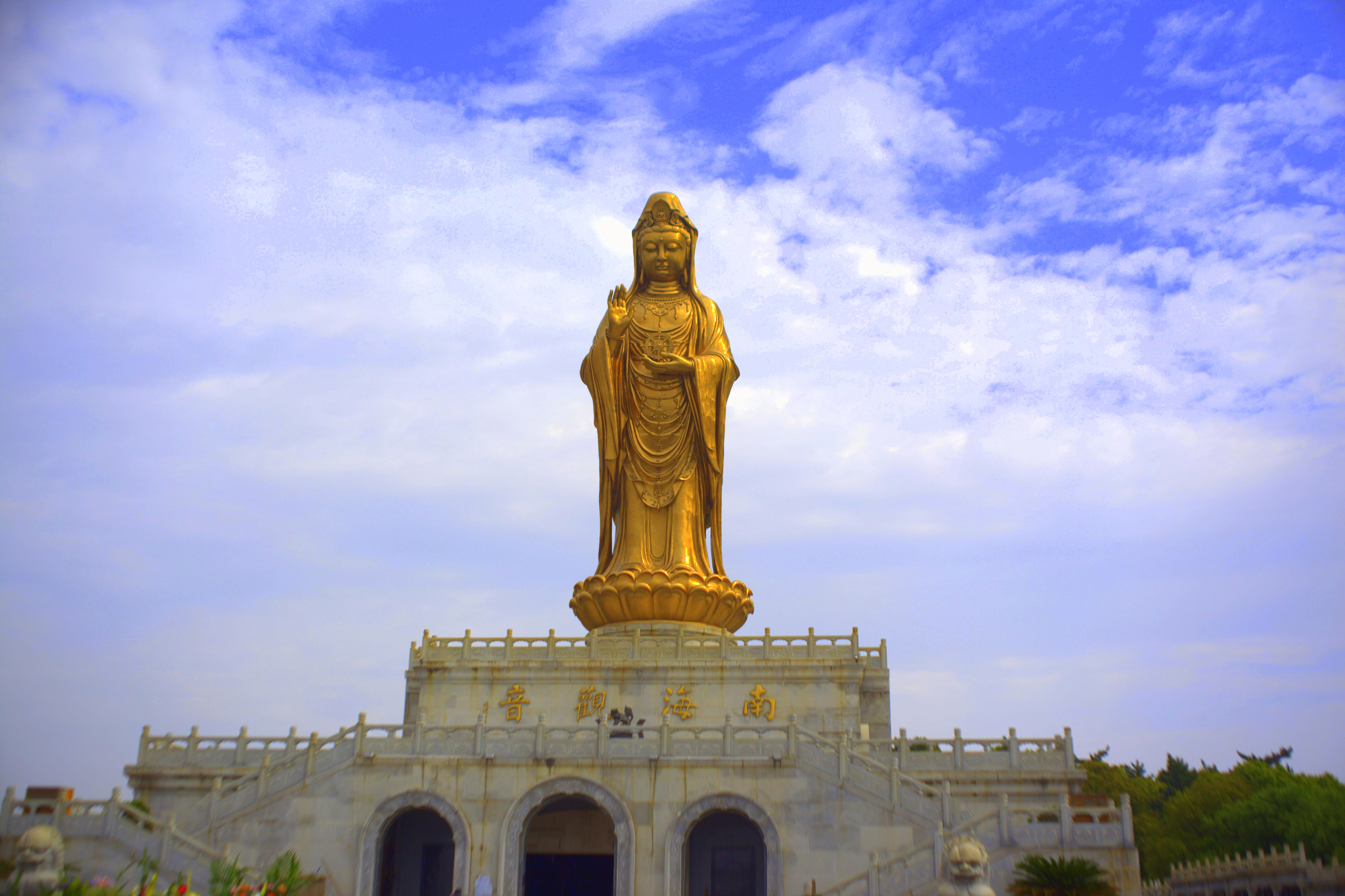
Tượng Quan Âm tại Phổ-đà Sơn

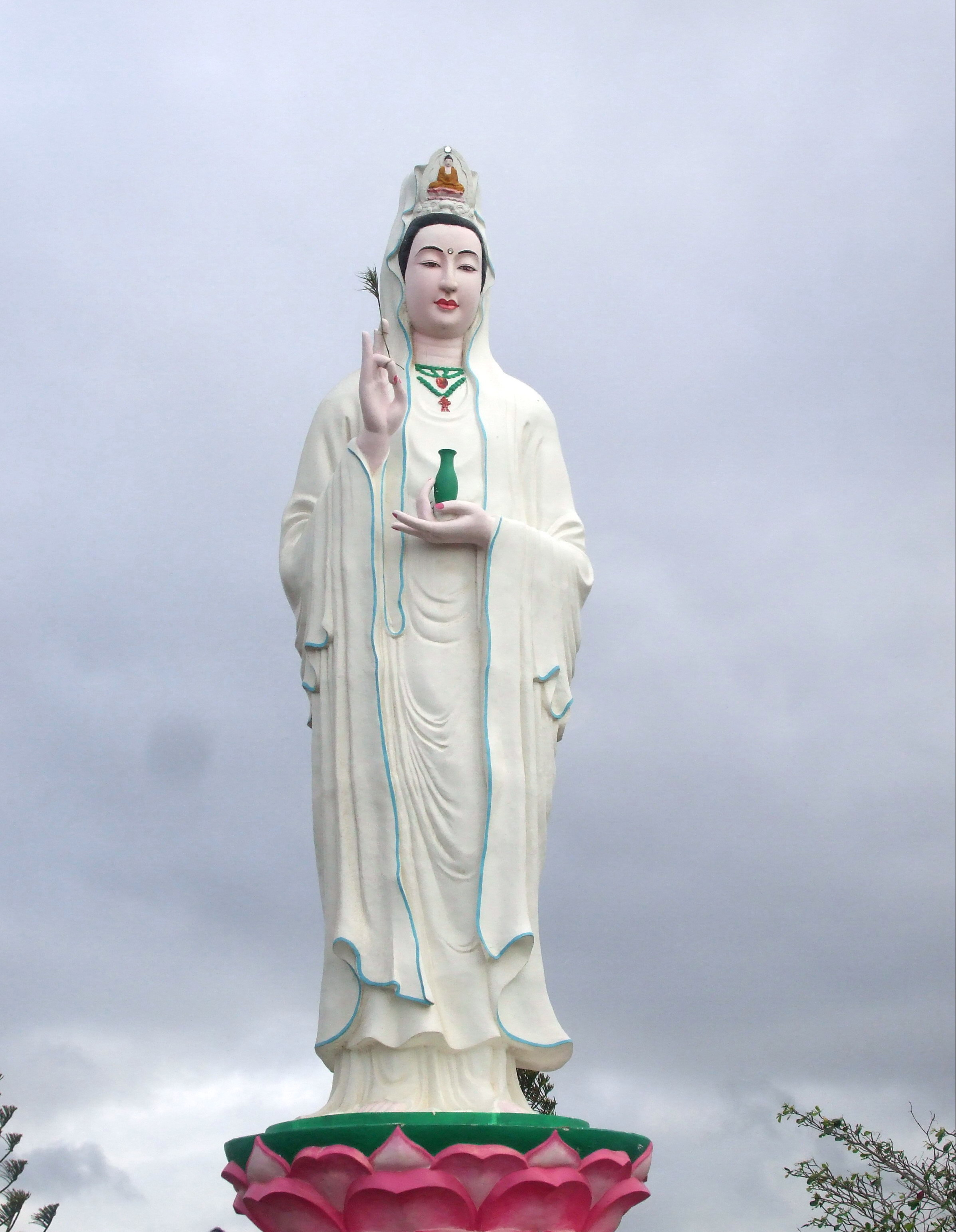
Tượng Quán Thế Âm cao 11 m ở Bạc Liêu

Quan Âm (觀音/kan'on, nguyên là Quán Thế Âm nhưng do tránh chữ Thế trong tên nhà vua Đường là Lý Thế Dân nên gọi là Quan Âm hoặc Quán Âm) là tên của một vị Bồ tát tên là Quán Thế Âm Bồ Tát (觀世音菩薩/avalokiteśvara) tại các nước như Việt Nam, Trung Hoa, Triều Tiên, Nhật Bản và các nước lân cận. Các Phật tử Trung Hoa thường thờ cúng bốn vị Đại Bồ Tát của Phật giáo Trung Hoa, gồm Quan Âm cùng các vị Bồ Tát Phổ Hiền (普賢/samantabhadra), Địa Tạng (地藏/kṣitigarbha) và Văn-thù-sư-lợi (文殊師利/mañjuśrī). Ở Việt Nam, việc thờ phượng Quan Âm thường thấy là dựng pho tượng lớn ngoài trời với hình tượng Quan Âm đứng trên tòa sen gọi là Đài Quan Âm hay Quan Âm lộ thiên, thờ trong một không gian nhỏ hơn ở ngoài sân gọi là Quan Âm các, và thờ trong nhà, có ban thờ gọi là Điện Quan Âm. Trong thế giới Quan Âm gồm có Quan Âm Nam Hải và Quan Âm Diệu Thiện.

## Thể hiện

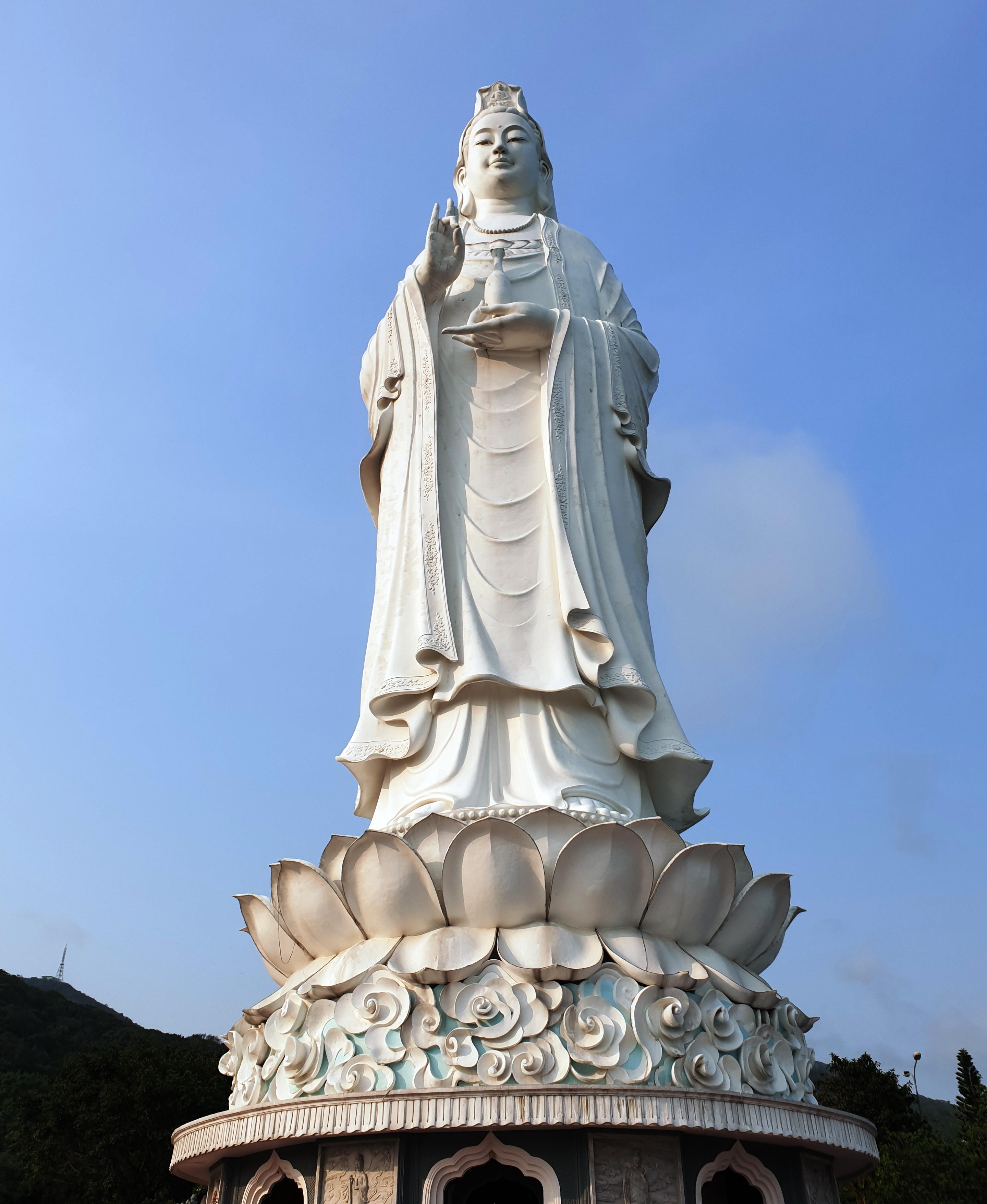
Tượng Quan Thế Âm tại chùa Linh Ứng, Sơn Trà, Đà Nẵng, đây là bức tượng Quan Âm cao nhất ở Việt Nam

Bồ Tát Quan Âm thường được nhắc tới bên cạnh Phật A-di-đà (tiếng Phạn amitābha) trong kinh Diệu pháp liên hoa, phẩm 25 với tên Phổ môn, các công hạnh của Bồ Tát trình bày rõ ràng và tán thán. Tại Trung Hoa và Việt Nam, Quan Âm thường được diễn tả dưới dạng nữ nhân. Quan Âm hiện thân trong mọi hình dạng để cứu độ chúng sinh, nhất là trong các nạn lửa, nước, quỷ dữ và đao kiếm. Phụ nữ không con cũng hay cầu Quan Âm.
Trong thần thoại, văn học bác học (như tác phẩm Tây du ký của Trung Hoa), văn học dân gian, hay trong kinh sách nhà Phật (như phẩm Phổ môn, bản kinh Lăng Nghiêm và Diệu pháp liên hoa), Quán Thế Âm Bồ Tát được xem là vị Bồ Tát có thần lực nhất, chỉ sau Phật A Di Đà. Điều này có thể là do Quan Âm là vị Bồ Tát cứu độ chúng sanh và là Bồ Tát đặc trưng cho tinh thần của Phật giáo Đại thừa - giác tha (cứu vớt và giác ngộ người khác), nên có thể Phật giáo Đại thừa đã nâng ngài lên tầm quan trọng như vậy, khác biệt với Phật giáo Nguyên thủy. Điều này càng làm tăng lòng sùng kính của người theo đạo Phật đối với Bồ Tát Quán Âm. Trong mọi ngôi chùa, thường thì chính giữa là tượng đức Phật A Di Đà, hai bên là tượng Quán Thế Âm Bồ Tát và Đại Thế Chí Bồ Tát, tuy nhiên ở ngoài khuôn viên chùa hầu hết đều có tượng đức Phật Ai Di Đà hay Quán Thế Âm mà không thấy hoặc ít thấy hơn tượng của các vị Phật hay Bồ Tát khác.
Danh xưng Quán Thế Âm là xuất phát từ một truyền thuyết của Phật giáo, tin rằng những người tu hành đạt tới chính quả, thì ngũ giác của họ có thể dùng chung được. Nghĩa là họ có thể dùng tai để "nhìn" thấy hình ảnh, dùng mắt để "nghe" thấy âm thanh, lưỡi có thể ngửi được, v.v. Theo lòng tin này, thì danh xưng Quán Thế Âm Bồ Tát có nghĩa là: vị Bồ Tát luôn "nhìn thấy" tiếng ai oán, đau khổ trong bến mê của chúng sinh và sẵn sàng cứu giúp hay nói pháp khi cần.
Theo quan niệm Trung Hoa, Quan Âm ngự tại Phổ-đà Sơn ở miền Đông Trung Hoa. Phổ-đà Sơn là một trong Tứ đại danh sơn, bốn trú xứ của bốn Đại Bồ Tát của Phật giáo Trung Hoa. Tại Trung Hoa - đến thế kỷ 10 - Quan Âm còn được giữ dưới dạng nam giới, thậm chí trong hang động ở Đôn Hoàng, người ta thấy tượng Quan Âm để râu. Đến khoảng thế kỷ thứ 10, Quan Âm được vẽ mặc áo trắng, có dạng nữ nhân. Có lẽ điều này xuất phát từ sự trộn lẫn giữa đạo Phật và đạo Lão trong thời kỳ này.
Một cách giải thích khác là ảnh hưởng của Mật tông (xem Tantra) trong thời kỳ này: hai yếu tố Từ bi (maitrī-karuṇā) và Trí huệ (prajñā) được thể hiện thành hai dạng nam nữ, mỗi vị Phật hay Bồ Tát trong Mật tông đều có một "quyến thuộc" nữ nhân. Vị quyến thuộc của Quán Thế Âm được xem là vị nữ thần áo trắng Đa-la (sa. tārā), và Bạch Y Quán Âm là tên dịch nghĩa của danh từ đó. Kể từ đó Phật tử Trung Hoa khoác cho Quan Âm áo trắng và xem như là vị Bồ Tát giúp phụ nữ hiếm muộn. Ngoài ra, các ngư dân thường cầu nguyện Quan Âm để được bình an trong các chuyến đi đánh cá. Vì thế, Quan Âm cũng có biệt hiệu Quan Âm Đông Hải hay Quan Âm Nam Hải.
Ngoài ra, đối với Phật giáo, Phật không phân biệt nam hay nữ. Khác với các thần thoại sơ khai quan niệm các vị thần có giới tính và có sự sinh sản, Phật giáo và các tôn giáo lớn trên thế giới không cho rằng thần của họ có giới tính và sự sinh sản. Do đó việc quan niệm Quan Âm là nam hay nữ không phải là vấn đề quan trọng trong Phật giáo. Vả lại, theo phẩm Phổ môn, khi muốn cứu vớt hoặc giác ngộ, Quan Âm có thể hóa thành 32 sắc tướng như Phật, Bồ Tát, Càn-thát-bà, thiện nam, tín nữ, tùy theo đối tượng để cứu giúp chúng sinh.

## Huyền thoại
Có rất nhiều huyền thoại về Bồ Tát Quan Âm. Theo một huyền thoại Trung Hoa thì Quan Âm là con gái thứ ba của một nhà vua tên là Diệu Thiện. Lớn lên, dù bị vua cha ngăn cản nhưng công chúa vẫn quyết đi tu. Cuối cùng vua nổi giận, sai đem giết nàng. Diêm vương đưa nàng vào địa ngục, ở đó công chúa biến địa ngục thành Tịnh độ, cứu giúp người hoạn nạn. Diêm Vương thả nàng ra, sau đó nàng tái sinh trên núi Phổ-đà ở biển Đông và trở thành người cứu độ cho ngư dân. Đến khi vua cha bị bệnh nặng, nàng cắt thịt đắp lên chỗ bệnh. Nhà vua khỏi bệnh và nhớ ơn, cho tạc tượng nàng. Tương truyền rằng, vì hiểu lầm ý của nhà vua mà người ta tạc nên bức tượng nghìn tay nghìn mắt, được lưu truyền đến ngày nay.
Tranh tượng thường trình bày Quan Âm dưới nhiều dạng khác nhau, nhưng phổ biến nhất là dạng một vị Bồ Tát nghìn tay nghìn mắt. Có khi Quan Âm ẵm trên tay một đứa bé, có khi một đồng tử theo hầu. Người ta cũng hay vẽ Quan Âm hiện trong mây, hoặc cưỡi rồng trên thác nước. Hình ảnh Quan Âm đứng trên một hải đảo hay trên con cá voi để cứu người bị nạn cũng phổ biến trong nghệ thuật, biển cả tượng trưng cho Luân hồi. Tay Quan Âm thường cầm hoa sen hay bình nước Cam lồ. Quan Âm bồ tát cũng chính là Từ Hàng đạo nhân trong Phong thần diễn nghĩa. Ở Việt Nam, Nguyên phi Ỷ Lan được nhân dân gọi là Quan Âm Nữ, thờ ở Chùa Bà Tấm.

## Sự tích

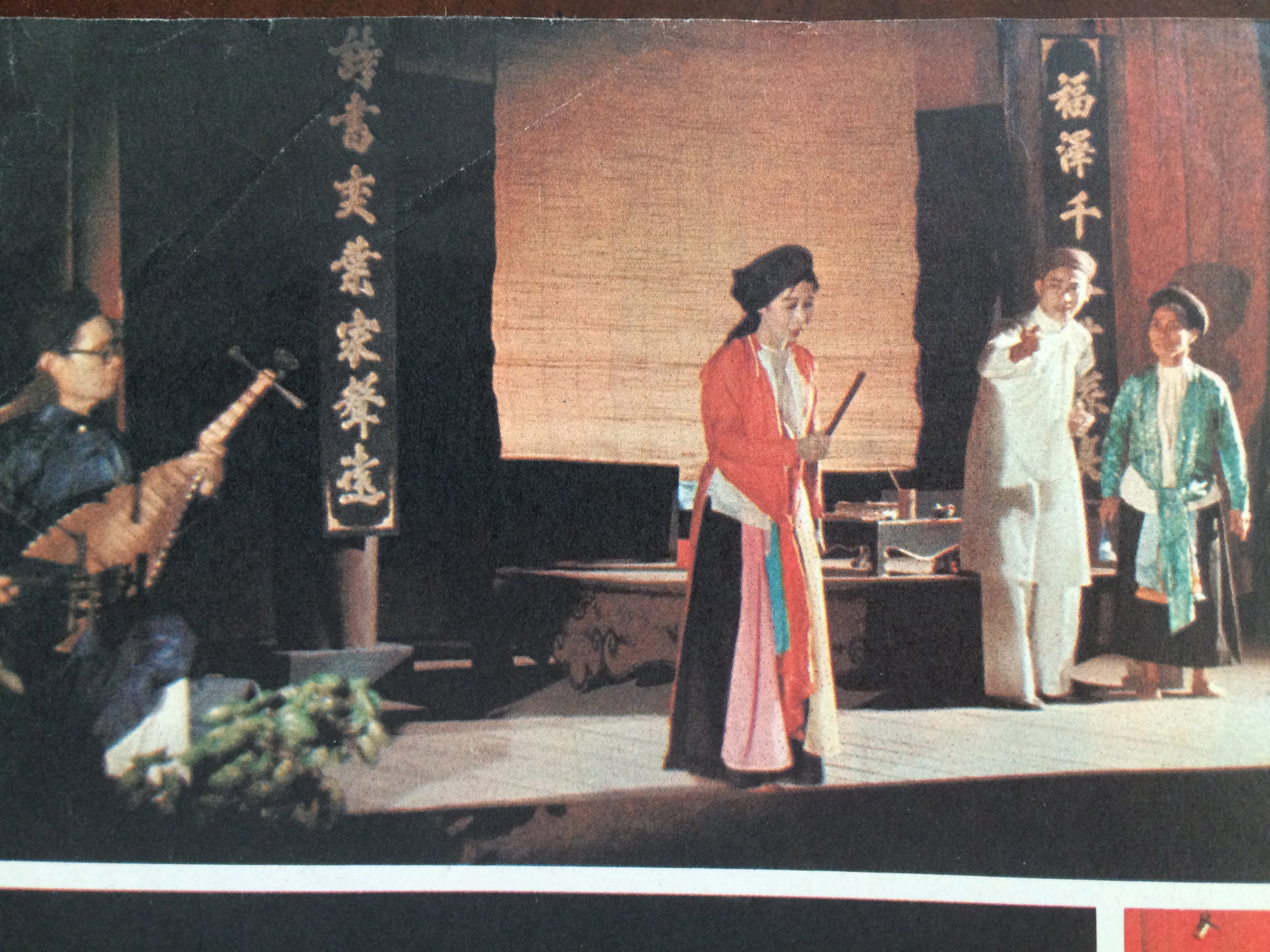
Chèo Quan âm Thị Kính của soạn giả Vũ Khắc Khoan hiệu đính, diễn tại Trường Quốc gia Âm nhạc và Kịch nghệ Sài Gòn, năm 1972. Giữa là Thị Kính, bên phải là Thiện Sĩ và mẹ là Sùng bà

Một sự tích được phổ biến tại Việt Nam là Quan Âm Thị Kính, kể rằng ngài đã đầu thai và tu hành 9 kiếp. Trong kiếp thứ 10, ngài được đầu thai làm một con gái trong một gia đình họ Mãng ở nước Cao Li (ở bán đảo Triều Tiên ngày nay), và được đặt tên là Thị Kính. Lớn lên, nàng tài sắc nết na lại hiếu thảo hết lòng. Thị Kính được gả cho Thiện Sĩ của gia đình họ Sùng. Khi ở nhà chồng, Thị Kính giữ phận làm dâu, tôn kính phụng dưỡng bố mẹ chồng.
Một hôm, khi Thiện Sĩ đang ngủ sau khi đọc sách, Thị Kính thấy ở cằm của chồng mình có mọc sợi râu. Thị Kính đang may vá nên cầm một con dao nhíp trong tay và sẵn tiện cắt đứt sợi râu. Thiện Sĩ giật mình thức giấc, thấy vợ đang cầm dao gần cổ, tưởng rằng Thị Kính đang định giết mình nên la lên.Sau khi Thị Kính kể lể đầu đuôi, cha mẹ chồng vẫn ngờ rằng Thị Kính có âm mưu giết chồng, bắt Thiện Sĩ phải bỏ vợ. Thị Kính phải trở về nhà cha mẹ mình, quyết định xuất gia đi tu. Bà cải trang thành một người nam giới, trốn nhà đến chùa xin đi tu, lấy pháp danh là Kính Tâm.
Vì là gái giả trai nên Kính Tâm có tướng mạo đẹp đẽ, cho nên có nhiều tín nữ ngưỡng mộ. Thị Mầu, con của một trưởng giả giàu có, trêu ghẹo Kính Tâm, nhưng không được đáp lại. Thị Mầu lại có thai với người đầy tớ. Khi bị tra hỏi, Thị Mầu khai rằng Kính Tâm là cha của thai nhi. Kính Tâm tuy kêu oan nhưng không dám tiết lộ ra bí mật của mình. Sau đó, Kính Tâm phải tu ở ngoài cổng chùa để chùa không bị mang tiếng. Thị Mầu sinh ra được một đứa con trai, đem đứa nhỏ đến chùa gửi cho Kính Tâm. Kính Tâm vì tính thương người, nhận đứa trẻ vào nuôi dưỡng. Khi đứa trẻ lên 3 tuổi thì Kính Tâm bị bệnh nặng. Biết mình sắp chết, Kính Tâm dặn dò đứa trẻ đưa thư cho sư cụ của chùa và cho ông bà họ Mãng.
Sau khi đọc rõ sự tình, sư cụ kêu người khám xét thi thể Kính Tâm, mới biết rằng Kính Tâm là gái giả trai. Thị Mầu xấu hổ, đành phải tự tử. Thiện Sĩ ăn năn, bèn đi tu, sau này biến thành một con chim. Quan Âm Bồ Tát (Thị Kính sau khi chết) cũng cứu độ đứa con nuôi, con ruột của Thị Mầu, đem về Nam Hải, để làm người hầu. Do đó, người ta họa hình Quán Thế Âm Bồ Tát đội mũ ni xanh, mặc áo tràng trắng, ngự trên tòa sen, bên tay mặt có con chim mỏ ngậm xâu chuỗi bồ đề, bên dưới có đứa trẻ bận khôi giáp chắp tay đứng hầu. Sự tích Quan Âm này trong văn học Việt Nam có mặt qua bản truyện thơ Quán Âm Thị Kính.

## Truyền thuyết về Quan âm Diệu Thiện và Quan âm Nam Hải

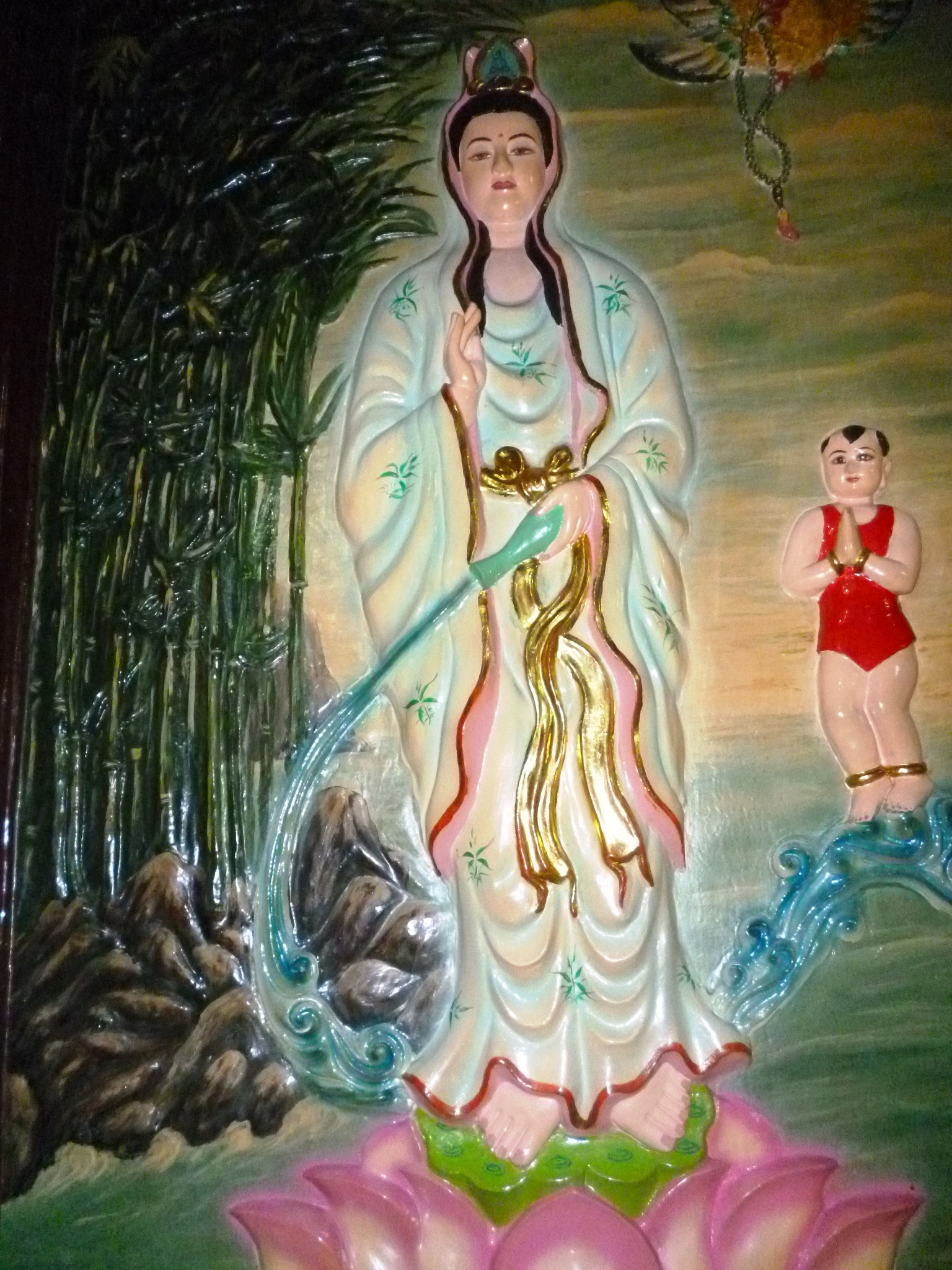
Phù điêu đắp nổi Quan Âm tại Tây An cổ tự, An Giang

### Quan âm Diệu Thiện
Truyền thuyết Quan Âm Diệu Thiện được truyền miệng trong dân gian Việt Nam qua lối truyện thơ. Bài thơ viết theo thể lục bát nói về một vị công chúa đã xuất gia ở Việt Nam để độ hoá cho vua cha có nhiều tội ác. Sự tích này cũng có một dị bản lưu hành ở Trung Hoa. Vị công chúa này, nguyên ở nước Hùng Lâm thuộc Ấn Độ, là người con gái thứ ba của một vị vua. Trước khi sinh công chúa Diệu Thiện thì nhà vua rất mong có hoàng tử nên đã cầu xin rất nhiều nhưng đứa con chào đời lại là một công chúa. Điều này đã làm cho nhà vua sinh lòng oán hận.
Khác hẳn hai người chị, nàng công chúa này lớn lên chỉ say mê kinh kệ và có lòng quy y Phật. Vì cự tuyệt việc lấy chồng nên cô bị giam hãm phía sau hoàng cung. Không thuyết phục được con mình hoàn tục, vua giả vờ cho phép con tu ở chùa Bạch Tước rồi ngầm ra lệnh cho các sư sãi phải tìm cách thuyết phục cho công chúa hoàn tục. Nếu không sẽ giết hết các sư sãi trong chùa. Nhưng mọi cách đều không lung lạc được ý quyết của công chúa.
Giận con, vua ra lệnh đốt chùa để giết cô công chúa nhưng trời bỗng có mưa dập tắt lửa. Chưa hết giận, vua bèn hạ lệnh xử chém, thì trời bỗng giông tố, tạo ra sét đánh văng búa của đao phủ thủ. Vua tức giận ra lệnh xử giảo công chúa nhưng ngay lúc đó xuất hiện một con hổ trắng xông ra cõng công chúa mang đến chùa Hương. Diệu Thiện tu hành ở đó và cảm hoá được muông thú.
Trong khi đó, vua trong triều đột nhiên bị chứng bệnh hủi không chữa được, dần dần hai bàn tay bị rơi rụng và mắt trở nên mù. Công chúa tu đã đến kì đắc đạo trở về thăm cha và đã hy sinh hai mắt cùng hai tay để cho cha. Sau đó công chúa nhập Niết Bàn và cứu độ cha mẹ và hai chị cùng thành Phật. Trong truyện đã đề cao hai đặc tính của bồ tát, đó là nhân và hiếu. Với trí huệ và giới hạnh thì hiếu có thể độ giúp cứu thoát được cha mẹ mình, cũng như nhân có thể độ giúp nhiều người thoát vòng mê lầm trở về với trí huệ.

### Xem thêm

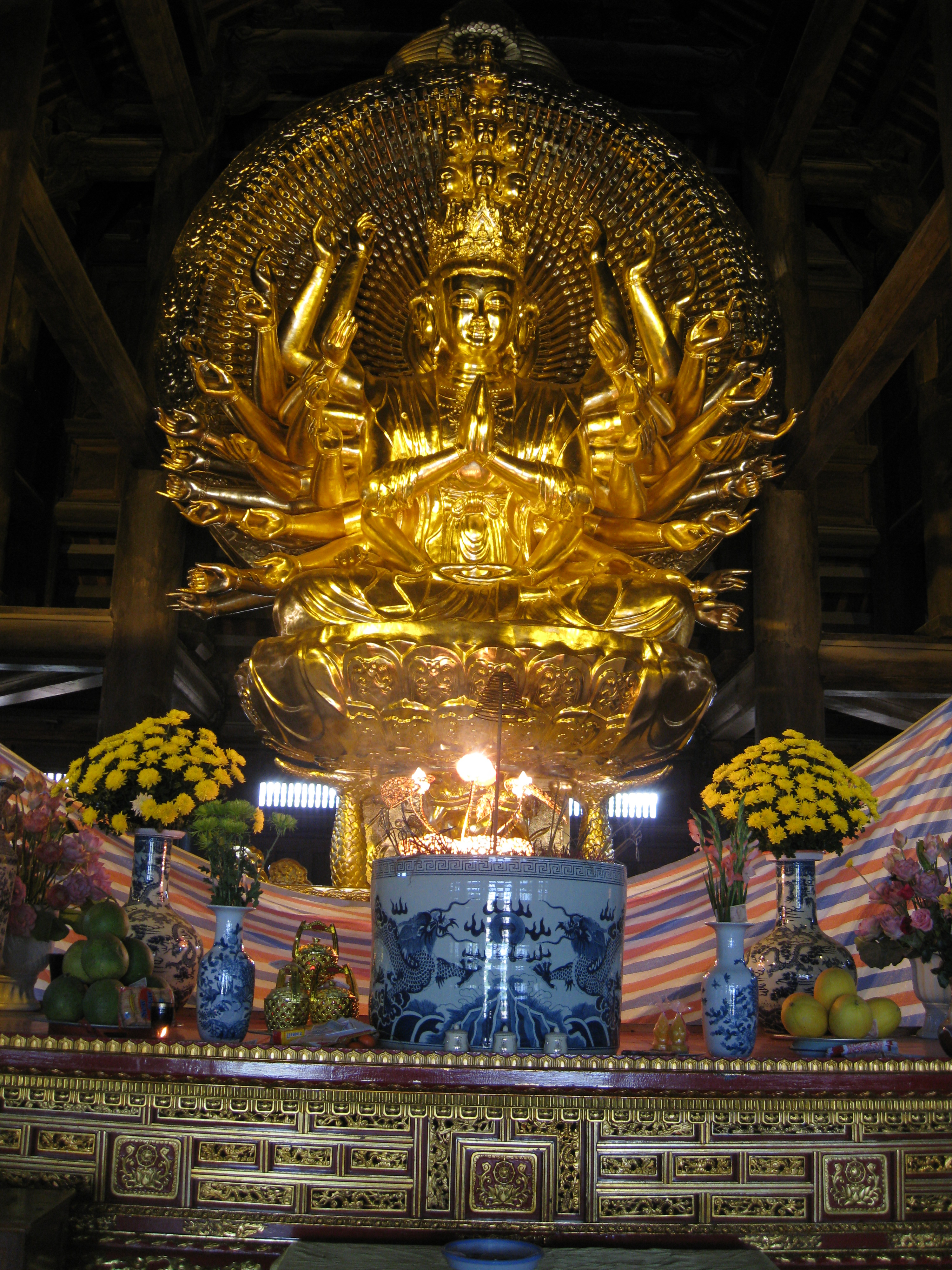
Tùy tướng Quán Thế Âm - Thiên Thủ Thiên nhãn, chùa Bái Đính, Ninh Bình

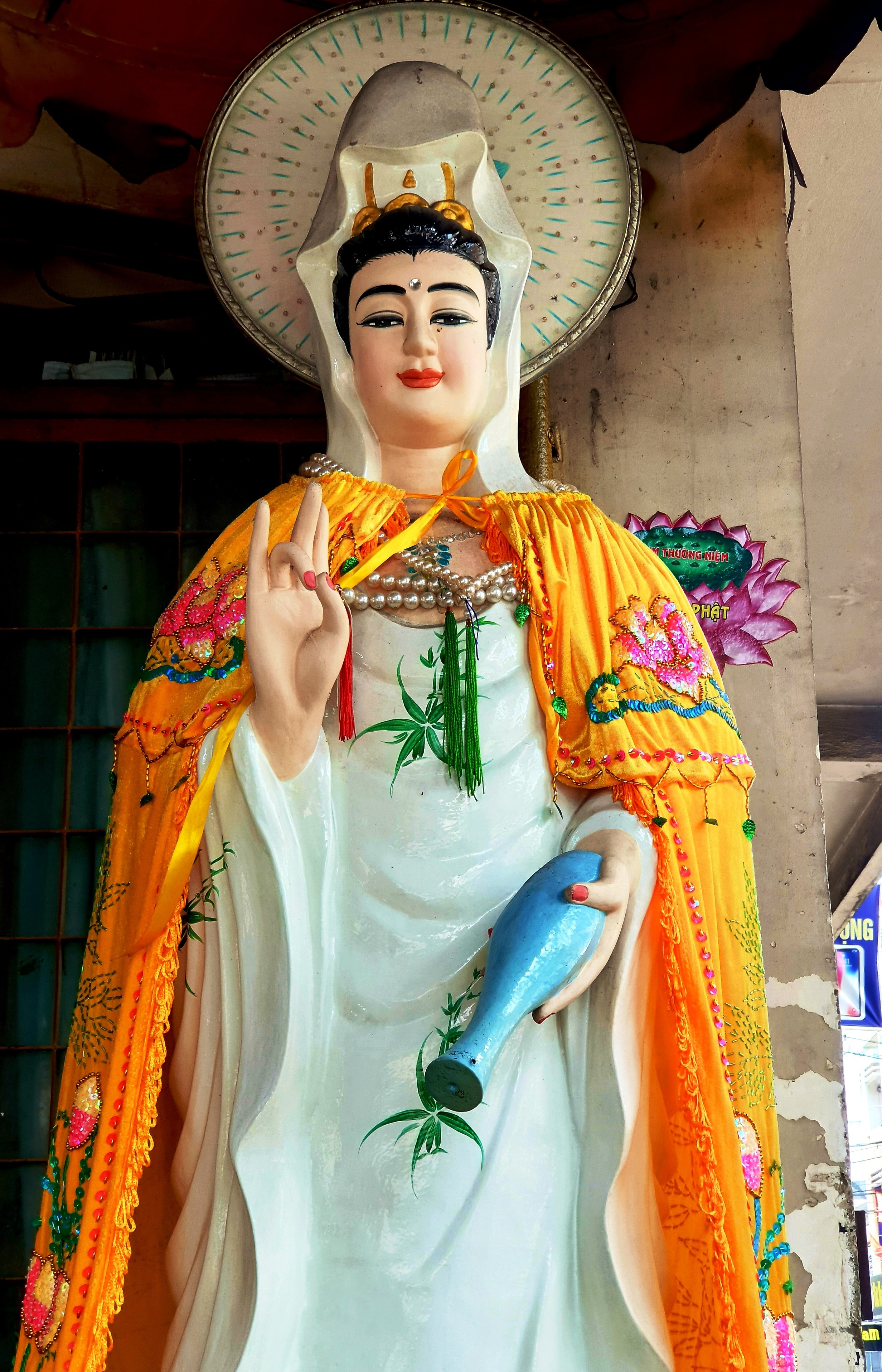
Tượng Quan Âm Bồ Tát tọa ở ngã tư đường Nguyễn Sơn và Văn Cao, quận Tân Phú, thành phố Hồ Chí Minh